# Galen i kärlek
Galen i kärlek (engelska: Something's Gotta Give) är en amerikansk långfilm från 2003 i regi av Nancy Meyers, med Jack Nicholson, Diane Keaton, Keanu Reeves och Frances McDormand i rollerna.

## Handling
Harry Sanborn (Jack Nicholson) lever var mans dröm. Han är 60 år och går ut med kvinnor i 20-30-årsåldern. När han har tänkt ha en romantisk helg med sin senaste erövring Marin (Amanda Peet), i hennes mors strandvilla i Hamptons, får Harry smärtor i bröstet. Han måste då stanna kvar i huset under Marins mors, Erica Barry (Diane Keaton), ofrivilliga vård. Resultatet blir att Harry förälskar sig i Erica, trots att en kvinna i hennes ålder inte passar in i hans livsstil. Och Harry, som alltid haft världen i sin hand, måste för första gången ta itu med sitt liv.

## Rollista
| Jack Nicholson      | – Harry Sanborn |
| Diane Keaton        | – Erica Barry   |
| Keanu Reeves        | – Julian Mercer |
| Frances McDormand   | – Zoe           |
| Amanda Peet         | – Marin         |
| Jon Favreau         | – Leo           |
| Paul Michael Glaser | – Dave          |
| Rachel Ticotin      | – Dr. Martinez  |